# Wes Bentley
Wesley Cook "Wes" Bentley (n. 4 septembrie 1978) actor american cunoscut pentru rolurile lui Ricky Fitts în American Beauty (1999) și Seneca Crane în The Hunger Games (2012).

## Filmografie
| An   | Film                    | Rol                    | Note |
| ---- | ----------------------- | ---------------------- | --- |
| 1995 | Serendipity Lane        | Lonnie                 | Film de scurtmetraj |
| 1998 | Three Below Zero        | Julian Flincher        | |
| 1998 | Beloved                 | Schoolteacher's Nephew | |
| 1999 | American Beauty         | Ricky Fitts            | National Board of Review Award for Best Male Breakthrough Performance Online Film Critics Society Award for Best Cast Screen Actors Guild Award for Outstanding Performance by a Cast in a Motion Picture Nominated—BAFTA Award for Best Actor in a Supporting Role Nominated—Blockbuster Entertainment Award for Favorite Supporting Actor – Drama Nominated—Chlotrudis Award for Best Supporting Actor Nominated—MTV Movie Award for Best Breakthrough Male Performance Nominated—Online Film Critics Society Award for Best Supporting Actor |
| 1999 | The White River Kid     | White River Kid        | |
| 2000 | The Claim               | Donald Daglish         | |
| 2001 | Soul Survivors          | Matt                   | |
| 2002 | The Four Feathers       | Jack Durrance          | |
| 2005 | The Game of Their Lives | Walter Bahr            | |
| 2007 | Weirdsville             | Royce                  | |
| 2007 | Ghost Rider             | Blackheart/Legion      | |
| 2007 | The Ungodly             | Mickey Gravatski       | |
| 2007 | P2                      | Thomas                 | |
| 2008 | The Last Word           | Evan                   | |
| 2008 | The Tomb                | Johnathan              | |
| 2009 | Dolan's Cadillac        | Robinson               | |
| 2009 | The Greims              | Donnie Greims          | Film de scurtmetraj |
| 2010 | Jonah Hex               | Adleman Lusk           | |
| 2011 | Tilda                   | Unknown                | Television film |
| 2011 | Rites of Passage        | Benny                  | |
| 2011 | Hirokin                 | Hirokin                | |
| 2011 | There Be Dragons        | Manolo Torres          | |
| 2011 | After-School Special    | Man                    | |
| 2012 | Underworld: Awakening   | Dr. Edward Vronski     | Uncredited |
| 2012 | Gone                    | Peter Hood             | |
| 2012 | The Hunger Games        | Seneca Crane           | |
| 2012 | Stars in Shorts         | Man                    | |
| 2012 | The Time Being          | Daniel                 | |
| 2012 | Hidden Moon             | Victor Brighton        | |
| 2013 | Lovelace                | Thomas                 | |
| 2013 | Final Girl              |                        | Filming |
| 2013 | The Green Blade Rises   |                        | |
| 2013 | Pioneer                 | Mike                   | |
| 2014 | Welcome to Me           |                        | Filming |
| 2014 | The Better Angels       |                        | |
| 2014 | Things People Do        |                        | |
| 2015 | Knight of Cups          |                        | Post-production |

2014 - Interstellar - Filming

## Teatru
- Venus in Fur (2010)